# Neastacilla algensis
Neastacilla algensis är en kräftdjursart som beskrevs av Hale 1924. Neastacilla algensis ingår i släktet Neastacilla och familjen Arcturidae. Inga underarter finns listade i Catalogue of Life.